# The Phantom of the Opera at the Royal Albert Hall
The Phantom of the Opera at the Royal Albert Hall è un adattamento cinematografico del 2011 del musical di Andrew Lloyd Webber The Phantom of the Opera, a sua volta tratto dall'omonimo romanzo del 1910 di Gaston Leroux. Il film è una ripresa dal vivo dell'allestimento messo in scena alla Royal Albert Hall di Londra per celebrare i venticinque anni di repliche ininterrotte del musical all'His Majesty's Theatre del West End londinese. Tre rappresentazioni furono messe in scena in occasioni dell'anniversario: quella del 2 ottobre 2011 fu trasmessa nei cinema di tutto il mondo in diretta, mentre diverse scene girate nell'arco delle tre performance furono montate insieme per realizzare un unico film.

## Trama
Teatro dell'Opéra di Parigi, 1905. Ad un'asta di vecchi oggetti di scena del teatro ormai in disuso, l'anziano visconte Raoul de Chagny acquista un carillon raffigurante una scimmietta in costume persiano che suona dei cembali. Subito dopo viene messo all'asta un lampadario d'epoca in frantumi, restaurato e modificato per l'illuminazione elettrica. Il banditore d'asta chiede se qualcuno rammenti la strana vicenda del Fantasma dell'Opera e ipotizza di riuscire a spaventare il misterioso fantasma grazie alla moderna illuminazione. Proprio mentre pronuncia queste parole il lampadario si accende emettendo un lampo e sulle note dell'Overture esso si libra nell'aria mentre, al suo passaggio, il teatro torna indietro nel tempo e si rinnova e riacquista lo splendore di una volta.
Le prove dell'Hannibal di Chalumeau sono animate dai continui capricci della diva Carlotta Giudicelli e infine interrotte dall'arrivo di Monsieur Firmin e Monsieur Andrè, i due nuovi impresari dell'Opèra Populaire. Mentre Carlotta, su richiesta dei due impresari, si esibisce in un'aria, si verifica l'ennesimo "incidente": un pezzo della scenografia le cade addosso, costringendola ad abbandonare lo spettacolo, lasciando i neo direttori del teatro senza protagonista. I due impresari ricevono quindi una misteriosa lettera: è il benvenuto del Fantasma nel "suo" teatro, che spiega loro come dovrebbero dirigerlo e chiede il suo salario. I due, invece, sottovalutano la cosa, preoccupati dall'abbandono della protagonista e dall'eventualità di dover rimborsare i biglietti, oltre che dall'eventuale reazione del loro mecenate (il Visconte Raoul de Chagny). Per tale motivo Madame Giry, direttrice del corpo di ballo, suggerisce e ottiene, nonostante le perplessità dei due impresari, di fare un provino a Christine Daaé, una ballerina, dicendo che quest'ultima ha avuto un ottimo maestro di canto, anche se il suo nome è ignoto. Mentre Christine accenna timidamente l'aria Think of Me, la scena si trasforma passando dalle prove allo spettacolo vero e proprio, che segna il trionfo della giovane cantante. Dal suo palco, Raoul, udendola cantare, la riconosce come la tenera amica d'infanzia. Mentre le ballerine ascoltano le indicazioni di Madame Giry, una voce dal buio esprime la propria approvazione alla compagnia. Christine si allontana dal gruppo seguita da Meg, figlia di Madame Giry, che chiede all'amica quale sia il suo segreto e chi le abbia insegnato a cantare. Christine risponde che il padre, un famoso violinista, le aveva promesso che prima di morire le avrebbe mandato l'Angelo della Musica a proteggerla ed è così convinta che sia stato questo angelo a insegnarle a cantare poiché spesso può udire la sua voce. Dopo aver incrociato i due impresari, Raoul raggiunge Christine nel suo camerino, ricordandole i felici momenti d'infanzia passati assieme e invitandola ad uscire a cena con lui, anche se lei rifiuta spiegando che il suo angelo è molto severo e non approverebbe; Raoul comunque le dice, senza ascoltarla, di prepararsi. Appena il giovane esce di scena, la voce del Fantasma irrompe nella stanza redarguendo severamente Christine, la quale si scusa con l'Angelo della Musica per la sua debolezza e gli chiede di rivelarle il suo volto. Il Fantasma le dice di guardarsi allo specchio, dove ora appare la sua figura. Raoul cerca di entrare nella stanza mentre la sua voce attira Christine verso di sé: dallo specchio si apre un passaggio verso una galleria segreta. Quando Raoul entra nella stanza, Christine è scomparsa. Il Fantasma guida Christine attraverso un corridoio che si illumina come magicamente. Arrivati al lago sotterraneo i due navigano su una gondola che si muove nei sotterranei del teatro e magici candelieri emergono dall'acqua illuminando l'ambiente. Christine si risveglia e, ancora confusa, comincia a ricordare lo strano viaggio nei sotterranei. Subito si accorge della presenza del Fantasma, chino su un lugubre leggio intento a comporre. Avvicinatasi a lui, vinta dalla curiosità gli strappa la maschera dal volto. In un impeto di furore, il Fantasma scaglia la giovane lontano, adirato e sconvolto poiché il suo volto sfigurato è stato scoperto. Lentamente la sua rabbia si tramuta in disperazione, mentre all'orrore iniziale della giovane subentra la compassione, spingendola a restituirgli amorevolmente la maschera. Improvvisamente il Fantasma ritrova la sua severità e fierezza, ordinando a Christine di ritornare al teatro poiché certamente tutti la staranno cercando.
Nell'oscurità delle quinte del teatro, il vecchio macchinista Joseph Buquet si diverte a spaventare le ballerine con macabri racconti sul Fantasma, ma è subito rimproverato da Madame Giry, che lo avverte che scherzare troppo sull'argomento può essere pericoloso. Nel suo ufficio, Firmin lamenta le stranezze del mondo teatrale, preoccupato per la fuga di Carlotta, la scomparsa di Christine e la misteriosa lettera che ha appena ricevuto dal Fantasma. In rapida successione, entrano André, Raoul e Carlotta, accusandosi vicendevolmente di essere gli autori delle lettere minatorie che tutti hanno ricevuto. Madame Giry annuncia il ritorno di Christine e porta una nuova lettera da parte del Fantasma, che ordina di affidare alla sua protetta il ruolo di protagonista nell'opera Il Muto. Carlotta accusa Raoul di voler avvantaggiare la propria amante e minaccia di lasciare definitivamente il teatro. André e Firmin cercano di convincerla a restare , offrendole la parte da protagonista nel nuovo spettacolo e assecondando ogni sua richiesta. Raoul intanto è preoccupato per Christine mentre Madame Giry tenta inutilmente di spingere gli impresari a non opporsi alla volontà del Fantasma. Assistiamo alla rappresentazione dell'opera Il Muto di Albrizio. Carlotta interpreta il ruolo della protagonista, mentre Christine è il paggio muto. Lo spettacolo è interrotto dal Fantasma, che annuncia una catastrofe incombente a causa dell'affronto subito. Carlotta continua a cantare, ma improvvisamente inizia a gracidare come un rospo e fugge dietro le quinte mentre i due impresari annunciano agli spettatori che lo spettacolo proseguirà e la parte della contessa sarà interpretata da Christine Daaé. Mentre l'ombra del Fantasma appare più volte tra le quinte, il corpo di ballo esegue un intermezzo danzato, interrotto dall'improvvisa apparizione, nel bel mezzo del palco, del corpo senza vita di Joseph Buquet, impiccato dal Fantasma. Christine fugge verso i tetti seguita da Raoul, mentre Firmin annuncia l'interruzione dello spettacolo. Sul tetto del teatro, dopo un'introduzione strumentale, appare Christine, seguita da Raoul, che cerca di tornare indietro dicendole che non esiste nessun fantasma. Christine racconta di essere stata nel suo nascondiglio e di averlo visto in volto. Raoul cerca di confortarla, dichiarandole il suo amore, che la ragazza afferma di ricambiare. Quando i due escono di scena, appare il Fantasma che, avendo udito ogni parola, giura di vendicarsi. Ad un gesto del Fantasma, il lampadario precipita sulla scena.
Firmin e André, visibilmente nervosi, annunciano un ballo in maschera per festeggiare il nuovo anno. Nel foyer del teatro sfila una galleria di maschere molto elaborate, Christine e Raoul si sono fidanzati, ma la ragazza è timorosa e vorrebbe tenere segreta l'unione. Al culmine del ballo una figura scarlatta mascherata da allegoria della morte appare in cima alle scale facendo calare il silenzio su tutti i presenti. Si riconosce la voce del Fantasma, che annuncia il compimento della sua nuova opera, il Don Juan Triumphant, nella quale Christine sarà obbligatoriamente protagonista. Dopodiché, minacciando grandi disastri nel caso in cui i suoi ordini non fossero eseguiti, scompare in una vampata di fiamme. Tra le quinte, Raoul costringe una turbata Madame Giry a rivelargli ciò che sa del Fantasma. Secondo la donna, egli era un uomo geniale e deforme giunto in città anni prima con un circo, fuggendo in seguito dalla condizione di prigionia cui era costretto e rifugiatosi nei sotterranei del teatro. Gli impresari sono indignati per le pretese del Fantasma, ma decidono comunque di mettere in scena lo spettacolo, coinvolgendo Piangi, Christine e una riluttante Carlotta; Nel mentre Raul elabora un piano per catturarlo: quando metteranno in scena il Don Juan Triumphant e il Fantasma si presenterà, verrà arrestato dai gendarmi. Christine disperata si chiede cosa debba fare, se tradire il suo mentore facendo da esca, o lasciare che continui a uccidere: Raoul cerca di confortarla e la spinge a seguire il suo piano. Reyer e il cast provano la nuova opera, scontrandosi con Piangi, che ha notevoli difficoltà nell'eseguire la sua aria e con Carlotta, che continua a criticare la partitura. Christine si isola dal resto del gruppo, mentre le voci sfumano e la scenografia attorno a lei cambia.
Christine si trova ora in un buio cimitero, di fronte alla tomba monumentale del padre, cui la giovane rivolge una malinconica elegia funebre. Dalla tomba, la voce del Fantasma risponde a Christine, che si dirige, quasi ipnotizzata, verso di essa. Raoul entra in scena e riesce a trattenere la ragazza. Sulla cima del mausoleo appare il Fantasma, che sfida Raoul e lo spinge a battersi con lui. Questi però viene portato via da Christine. Il Don Juan Triumphant si prepara a essere messo in scena. Raoul ha organizzato la trappola al Fantasma, mentre quest'ultimo prepara il suo intervento. Lo spettacolo è in scena e il protagonista Don Juan (Piangi) si maschera preparandosi a sedurre Aminta . Dopo l'ingresso di Aminta, interpretata da Christine, fa la comparsa in scena il Fantasma, che ha sostituito Piangi nel ruolo di Don Juan mascherato. Don Juan seduce Aminta in un appassionato duetto in cui finzione scenica e realtà si sovrappongono continuamente. Il Fantasma si avvicina a Christine dichiarando il proprio amore e donandole il suo anello, ma la ragazza gli strappa la maschera rivelando il suo volto deforme. Il teatro cade nel panico ed il Fantasma rapisce Christine per portarla nel suo rifugio. Quando viene scoperto il cadavere di Ubaldo Piangi, la folla si lancia all'inseguimento del Fantasma nei sotterranei per fare giustizia. Madame Giry chiama a sé Raoul e lo guida verso il passaggio segreto del Fantasma.
Il Fantasma trascina Christine nei sotterranei, disperato e furioso. Nel frattempo Raoul e Madame Giry scendono lungo la galleria segreta. Nel suo covo, il Fantasma ha costretto Christine a indossare l'abito da sposa del suo manichino. Giunge Raoul, che viene però fatto prigioniero dal "Punjab Lasso" del Fantasma, che mette Christine di fronte a una scelta: lasciare Raoul e risparmiargli la vita, oppure rinunciare all'amore del Fantasma causando così la morte del suo amato. Christine si avvicina al Fantasma, dichiarando il proprio amore e baciandolo. Il Fantasma libera così Raoul ma, vinto dall'amore tra i due giovani, libera Christine, lasciandola fuggire insieme all'uomo che ama mentre la folla, in cerca di vendetta, è ormai vicina al suo nascondiglio ; Christine ritorna un'ultima volta dal Fantasma, restituendogli amorevolmente il suo anello, prima di fuggire assieme a Raoul. Solo e disperato, il Fantasma dà l'ultimo addio a Christine e si abbandona sul suo trono nascondendosi con il suo mantello. La folla, guidata da Meg, irrompe nella caverna sotterranea, ma il Fantasma è scomparso. Di lui resta soltanto, abbandonata, la maschera bianca che gli celava il volto.